# فرد كلارك (لاعب كرة قدم)
فرد كلارك (بالإنجليزية: Fred Clarke)‏ (4 نوفمبر 1941 في المملكة المتحدة - ) هو لاعب كرة قدم بريطاني في مركز الدفاع. لعب مع غلينافون ونادي أرسنال.

## وصلات خارجية
- فرد كلارك على موقع قاعدة بيانات كرة القدم.إي يو (الإنجليزية)